# Павлова, Ольга Петровна
Ольга Петровна Павлова (род. 8 февраля 1996) — российская футболистка, защитница.

## Биография
Воспитанница таллинского тренера Бориса Федоренко, у которого занималась с 8-летнего возраста в футбольных секциях «Аякс», «Крещатик» и «Легион». Чемпионка и многократный призёр чемпионатов Эстонии среди девушек. В 2011—2012 годах выступала во взрослых соревнованиях в третьем и втором дивизионах Эстонии. В этот период уже являлась гражданкой России.
В 2012 году перешла в московскую СДЮСШОР «Чертаново» и в следующие несколько лет выступала в юношеских соревнованиях (в том числе за сборную Москвы) и в первом дивизионе России за молодёжную команду «Чертаново». В основной команде своего клуба дебютировала в высшем дивизионе 2 мая 2015 года в матче против клуба «Звезда-2005», заменив на 39-й минуте Ирину Галактионову. Всего в чемпионате России сыграла 4 матча (все — в мае 2015 года).
Играла за юношескую и молодёжную сборную России.
О выступлениях после 2015 года сведений нет[уточнить].